# Ronde van Italië 1974
| Eindklassement      |                          |              |
| Algemeen klassement | Eddy Merckx              | 113h 08' 13" |
| Tweede              | Gianbattista Baronchelli | + 0' 12"     |
| Derde               | Felice Gimondi           | + 0' 33"     |
| Vierde              | Tino Conti               | + 2' 14"     |
| Vijfde              | José Manuel Fuente       | + 3' 22"     |
| Zesde               | Giovanni Battaglin       | + 4' 22"     |
| Zevende             | Francesco Moser          | + 6' 17"     |
| Achtste             | Vicente López Carril     | + 10' 28"    |
| Negende             | Franco Bitossi           | + 16' 05"    |
| Tiende              | Gösta Pettersson         | + 17' 08"    |
| Rode Lantaarn       | Ercole Gualazzini (96e)  | + 3h 14' 23" |
| Puntenklassement    | Roger De Vlaeminck       | 265 punten   |
| Tweede              | Franco Bitossi           | 209 punten   |
| Derde               | José Manuel Fuente       | 171 punten   |
| Bergklassement      | José Manuel Fuente       | 510 punten   |
| Tweede              | Eddy Merckx              | 330 punten   |
| Derde               | Santiago Lazcano         | 230 punten   |
| Ploegenklassement   | KAS                      | ?            |
| Tweede              | ?                        | ?            |
| Derde               | ?                        | ?            |

In 1974 ging de 57e Giro d'Italia op 16 mei van start in Vaticaanstad. Hij eindigde op 8 juni in Milaan. Er stonden 140 renners verdeeld over 14 ploegen aan de start. Hij werd gewonnen door Eddy Merckx.
Aantal ritten: 22

Totale afstand: 4001.0 km

Gemiddelde snelheid: 35.364 km/h

Aantal deelnemers: 140

## Belgische en Nederlandse prestaties
In totaal namen er 20 Belgen en 1 Nederlander deel aan de Giro van 1974.

### Belgische etappezeges
- Wilfried Reybrouck won de 1e etappe van Vaticaanstad naar Formia.
- Patrick Sercu won de 2e etappe Formia naar Pompei, de 10e etappe van Carpegna naar Modena en de 11e etappe deel B van Il Ciocco naar Forte dei Marmi.
- Roger De Vlaeminck won de 4e etappe van Sorrento naar Sapri.
- Eddy Merckx won de 12e etappe van Forte dei Marmi naar Forte dei Marmi en de 21e etappe Misurina naar Bassano del Grappa.

### Nederlandse etappezeges
- In 1974 was er geen Nederlandse etappezege.

## Etappe uitslagen
| Datum                  | Etappe     | Parcours                                    | Afstand | Eerste             | Tweede                   | Derde                    | Klassementsleider  |
| ---------------------- | ---------- | ------------------------------------------- | ------- | ------------------ | ------------------------ | ------------------------ | ------------------ |
| 16 mei                 | etappe 1   | Vaticaanstad - Formia                       | 164 km  | Wilfried Reybrouck | Roger De Vlaeminck       | Marino Basso             | Wilfried Reybrouck |
| 17 mei                 | etappe 2   | Formia - Pompeï                             | 121 km  | Patrick Sercu      | Giacinto Santambrogio    | Roger De Vlaeminck       | Wilfried Reybrouck |
| 18 mei                 | etappe 3   | Pompeï - Sorrento                           | 137 km  | José Manuel Fuente | Francesco Moser          | Giovanni Battaglin       | José Manuel Fuente |
| 19 mei was een rustdag |            |                                             |         |                    |                          |                          |                    |
| 20 mei                 | etappe 4   | Sorrento - Sapri                            | 208 km  | Roger De Vlaeminck | Bruno Vicino             | Pierino Gavazzi          | José Manuel Fuente |
| 21 mei                 | etappe 5   | Sapri - Tarente                             | 215 km  | Pierino Gavazzi    | Ercole Gualazzini        | Roger De Vlaeminck       | José Manuel Fuente |
| 22 mei                 | etappe 6   | Tarente - Foggia                            | 206 km  | Franco Bitossi     | Karel Rottiers           | Walter Avogadri          | José Manuel Fuente |
| 23 mei                 | etappe 7   | Foggia - Chieti                             | 257 km  | Ugo Colombo        | Roger De Vlaeminck       | Emanuele Bergamo         | José Manuel Fuente |
| 24 mei                 | etappe 8   | Chieti - Macerata                           | 150 km  | Franco Bitossi     | Martín Emilio Rodríguez  | Claudio Bortolotto       | José Manuel Fuente |
| 25 mei                 | etappe 9   | Macerata - Monte Carpegna                   | 191 km  | José Manuel Fuente | Eddy Merckx              | Enrico Paolini           | José Manuel Fuente |
| 26 mei                 | etappe 10  | Carpegna - Modena                           | 205 km  | Patrick Sercu      | Marino Basso             | Roger De Vlaeminck       | José Manuel Fuente |
| 27 mei                 | etappe 11a | Modena - Il Ciocco                          | 153 km  | José Manuel Fuente | Eddy Merckx              | Tino Conti               | José Manuel Fuente |
| 27 mei                 | etappe 11b | Il Ciocco - Forte dei Marmi                 | 62 km   | Patrick Sercu      | Roger De Vlaeminck       | Marcello Osler           | José Manuel Fuente |
| 28 mei                 | etappe 12  | Forte dei Marmi - Forte dei Marmi (tijdrit) | 40 km   | Eddy Merckx        | Francesco Moser          | Gösta Pettersson         | José Manuel Fuente |
| 29 mei                 | etappe 13  | Forte dei Marmi - Pietra Ligure             | 231 km  | Enrico Paolini     | Pierino Gavazzi          | Roger De Vlaeminck       | Eddy Merckx        |
| 30 mei                 | etappe 14  | Pietra Ligure - Sanremo                     | 189 km  | Giuseppe Perletto  | Wladimiro Panizza        | Gianbattista Baronchelli | Eddy Merckx        |
| 31 mei                 | etappe 15  | Sanremo - Valenza                           | 206 km  | Ercole Gualazzini  | Bruno Zanoni             | Mauro Simonetti          | Eddy Merckx        |
| 1 juni was een rustdag |            |                                             |         |                    |                          |                          |                    |
| 2 juni                 | etappe 16  | Valenza - Monte Generoso                    | 158 km  | José Manuel Fuente | Felice Gimondi           | Giuseppe Perletto        | Eddy Merckx        |
| 3 juni                 | etappe 17  | Como - Iseo                                 | 158 km  | Santiago Lazcano   | José Manuel Fuente       | Roger De Vlaeminck       | Eddy Merckx        |
| 4 juni                 | etappe 18  | Iseo - Sella                                | 190 km  | Franco Bitossi     | Eddy Merckx              | Felice Gimondi           | Eddy Merckx        |
| 5 juni                 | etappe 19  | Borgo Valsugana - Pordenone                 | 146 km  | Enrico Paolini     | Knut Knudsen             | Marino Basso             | Eddy Merckx        |
| 6 juni                 | etappe 20  | Pordenone - Rifugio Auronzo/Auronzo Hütte   | 163 km  | José Manuel Fuente | Gianbattista Baronchelli | Tino Conti               | Eddy Merckx        |
| 7 juni                 | etappe 21  | Misurina - Bassano del Grappa               | 194 km  | Eddy Merckx        | Francesco Moser          | Felice Gimondi           | Eddy Merckx        |
| 8 juni                 | etappe 22  | Bassano del Grappa - Milaan                 | 257 km  | Marino Basso       | Roger De Vlaeminck       | Franco Bitossi           | Eddy Merckx        |

 winnaars · 
roze trui · 
  puntenklassement · 
  bergklassement · 
 jongerenklassement · 
 intergiro · 
 ploegenklassement · 
 strijdlust · 
 zwarte trui
Giro d'Italia Next Gen · Giro Donne · Cima Coppi
 Belgische rozetruidragers · etappewinnaars
 Nederlandse rozetruidragers · etappewinnaars
Mannen:
1909 · 
1910 · 
1911 · 
1912 · 
1913 · 
1914 · 
1919 · 
1920 · 
1921 · 
1922 · 
1923 · 
1924 · 
1925 · 
1926 · 
1927 · 
1928 · 
1929 · 
1930 · 
1931 · 
1932 · 
1933 · 
1934 · 
1935 · 
1936 · 
1937 · 
1938 · 
1939 · 
1940 · 
1946 · 
1947 · 
1948 · 
1949 · 
1950 · 
1951 · 
1952 · 
1953 · 
1954 · 
1955 · 
1956 · 
1957 · 
1958 · 
1959 · 
1960 · 
1961 · 
1962 · 
1963 · 
1964 · 
1965 · 
1966 · 
1967 · 
1968 · 
1969 · 
1970 · 
1971 · 
1972 · 
1973 · 
1974 · 
1975 · 
1976 · 
1977 · 
1978 · 
1979 · 
1980 · 
1981 · 
1982 · 
1983 · 
1984 · 
1985 · 
1986 · 
1987 · 
1988 · 
1989 · 
1990 · 
1991 · 
1992 · 
1993 · 
1994 · 
1995 · 
1996 · 
1997 · 
1998 · 
1999 · 
2000 · 
2001 · 
2002 · 
2003 · 
2004 · 
2005 · 
2006 · 
2007 · 
2008 · 
2009 · 
2010 · 
2011 · 
2012 · 
2013 · 
2014 · 
2015 · 
2016 · 
2017 · 
2018 · 
2019 · 
2020 · 
2021 · 
2022 · 
2023 · 
2024 · 
2025
Vrouwen:
1988 · 
1989 · 
1990 · 
1991 ·
1992 ·
1993 · 
1994 · 
1995 · 
1996 · 
1997 · 
1998 · 
1999 · 
2000 · 
2001 · 
2002 · 
2003 · 
2004 · 
2005 · 
2006 · 
2007 · 
2008 · 
2009 · 
2010 · 
2011 · 
2012 ·
2013 · 
2014 ·
2015 ·
2016 ·
2017 ·
2018 ·
2019 ·
2020 ·
2021 ·
2022 ·
2023 ·
2024 ·
2025